# Külitse
Külitse est un petit bourg de la commune de Ülenurme du comté de Tartu en Estonie .
Au 31 décembre 2011, il compte 633 habitants.